# Caffrogobius
Caffrogobius es un género de peces de la familia de los Gobiidae en el orden de los Perciformes.

## Especies
- Caffrogobius agulhensis (Barnard, 1927)
- Caffrogobius caffer (Günther, 1874)
- Caffrogobius dubius (Smith, 1959)
- Caffrogobius gilchristi (Boulenger, 1898)
- Caffrogobius natalensis (Günther, 1874)
- Caffrogobius nudiceps (Valenciennes, 1837)
- Caffrogobius saldanha (Barnard, 1927)